# Nyírjákó
Nyírjákó är en ort (by) i provinsen Szabolcs-Szatmár-Bereg i östra Ungern. Orten har 819 invånare (2024), på en yta av 10,34 km². Den ligger cirka 28 kilometer nordost om Nyíregyháza.